# 전쟁 채권

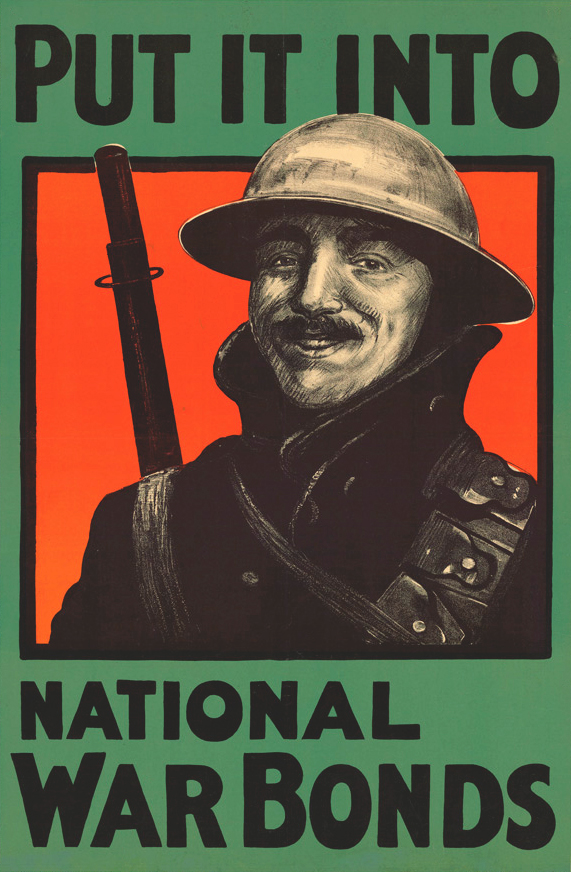
영국 전쟁 채권 광고(1918)

전쟁 채권(戰爭債券, 영어: War bond)은 전시와 같은 비상 상황에서 군사 작전 및 기타 지출을 자금화하기 위해 발행하는 부채 증권이다. 세금을 올리지 않아 자국 국민 여론에 큰 영향을 끼치지 않는 방식이다. 선전용으로 승리 채권이라 불리기도 한다. 또한 전쟁 채권은 전시 경제에서 통화를 제거함으로써 인플레이션을 통제하기도 한다. 전쟁 채권은 대중에게 직접 홍보되는 소매채권이거나 주식 시장에서 거래되는 도매채권으로 여겨진다. 이를 구매하라는 호소는 종종 애국심과 양심에 대한 호소와 함께 이루어지곤 했다. 소매 전쟁채권은 다른 소매채권과 마찬가지로 시장에서 제공되는 이율보다 낮은 이율을 갖고 있고, 다양한 액면가로 제공되어 모든 시민으로 하여금 구매할 수 있도록 한다. 또한 전쟁 자금 조달을 위해 정부가 외국인 응모자들에게 직접 전쟁 채권을 발행하기도 한다. 전쟁 비용을 조달하기 위해 공채가 발행되었다면, 이에 대한 이자를 지불하기 위해 새로운 조세가 부과되어야 한다. 큰 전쟁에서는 새로운 조세가 부과되고 국채가 발행되는 것이 필연적이다.

## 제 1차 세계 대전 전
역사 속 전쟁사들을 찾아보면 전쟁을 위해 정부는 항상 돈이 필요했다. 그렇기 때문에 역사 속 정부들은 푸거 가문과 로스차일드 가문과 같은 소수의 부유한 금융 그룹들로부터 돈을 빌려왔다. 하지만 이는 전시와 평시를 가리지 않고 생긴 부채들이었다. '전쟁 채권'이라는 용어의 초기 사용은 1812년 3월 14일 미국 의회에서 나온 것으로, 1812년 미영전쟁에 필요한 자금을 조달하기 위한 것이었다. 하지만 이는 일반 대중을 대상으로 한 것은 아니었다. 전쟁 자금 조달을 위한 가장 오래된 채권은 영국의 채권(Consol)으로, 이는 나폴레옹 전쟁 당시 자금 조달을 위해 발행한 채권이다. 2015년 재정법이 통과된 이후 상환되었다.

## 제 1차 세계 대전

### 오스트리아-헝가리

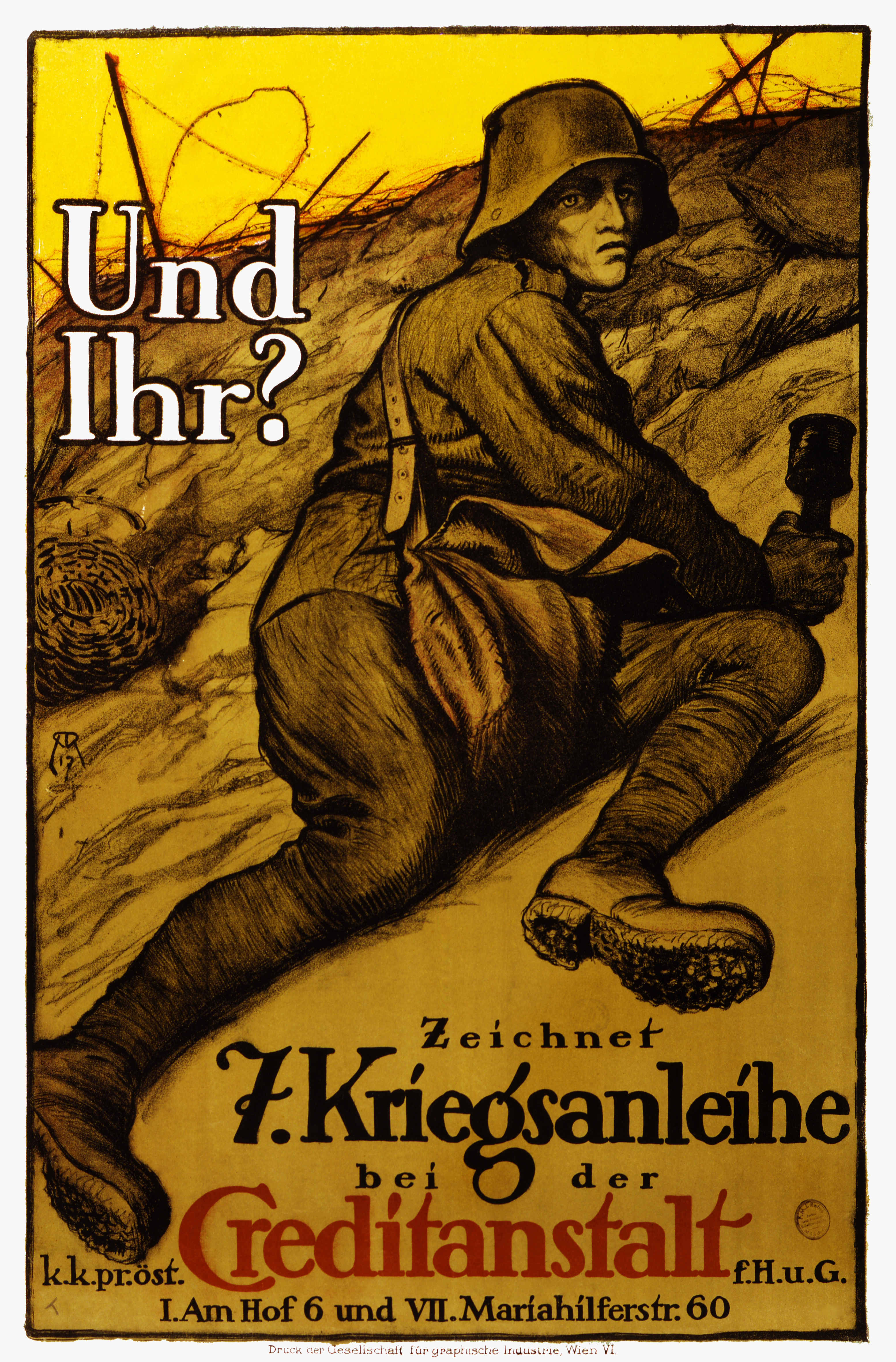
1917년 오스트리아 전쟁 채권 광고

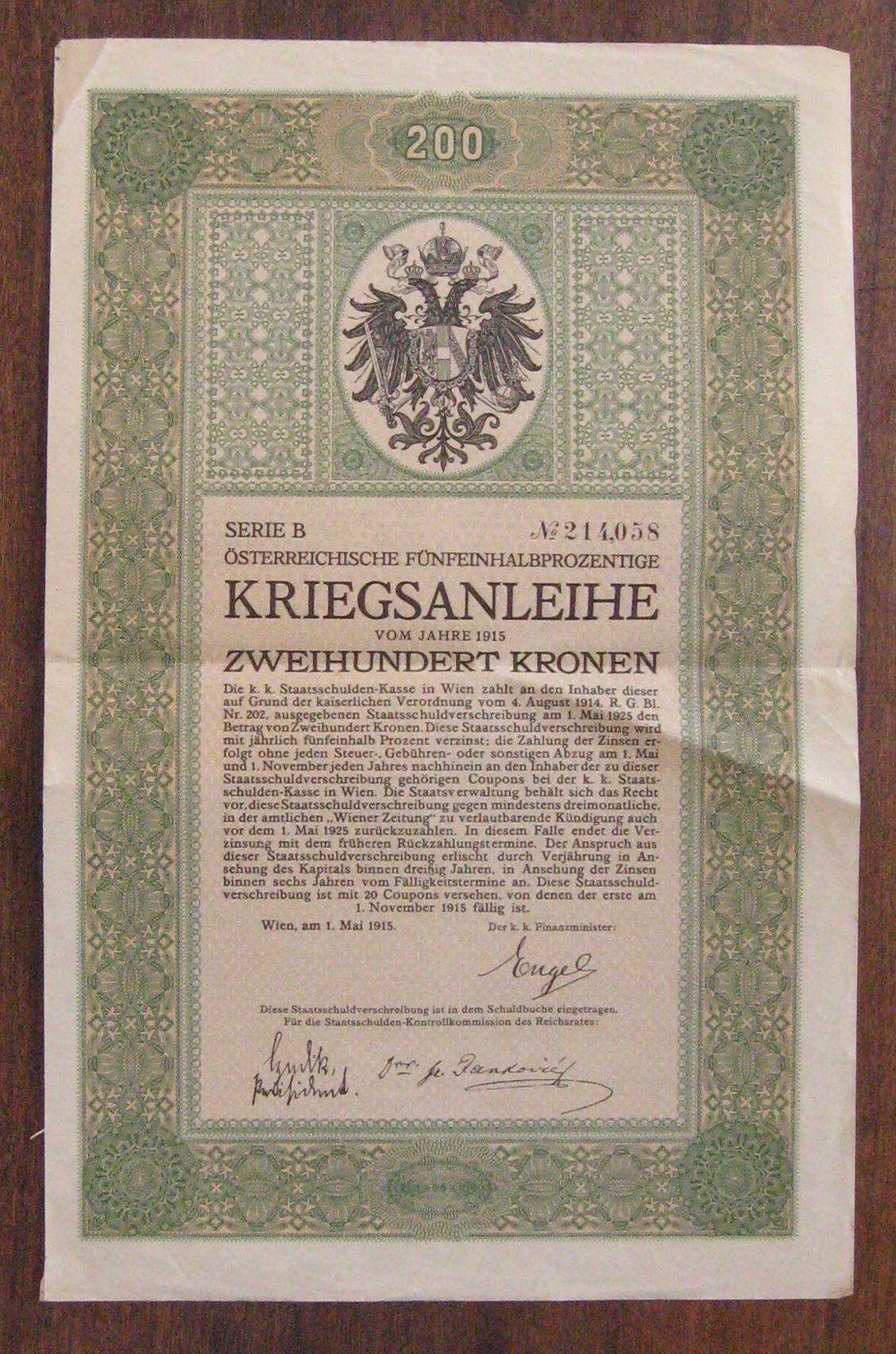
1915년 오스트리아 전쟁 채권

오스트리아-헝가리 제국은 제 1차 세계 대전 초기부터 주요 은행기관으로부터 늘어나는 전쟁 경비를 충당할 수 없음을 알고 있었다. 대신 독일의 전시 경제 정책을 본 따 구현했다. 1914년 11월 첫 번째 자금 조달이 이루어졌다. 독일과 마찬가지로 오스트리아-헝가리의 국채는 계획대로 매년 11월과 5월에 반년 단위로 발행되었다. 최초의 오스트리아 국채는 5%의 이자를 지불하며 5년의 기간을 가졌다. 가장 작은 단위는 100크로넨이었다.
헝가리는 1919년 오스트리아와 분리된 후 주식 형태의 국채를 발행했다. 청약자가 1년의 사전 통지 후 상환을 요구할 수 있는 주식이었다. 이자는 6%로 고정되었고, 가장 작은 단위는 50 코로나였다. 최초의 오스트리아 국채 발행에 대한 청약은 4억 4000만 달러에 달하며, 최초의 헝가리 국채 발행에 대한 청약은 2억 3500만 달러에 이르렀다.
어린이들의 투자는 학교에서의 캠페인을 통해 활용되었다. 최초의 오스트리아 국채의 최소 금액은 어린이들의 능력을 초과했기 때문에 1915년 세 번째 국채 발행에서는 어린이들이 작은 금액을 기부하고 나머지 100 크로넨을 대출로 지불할 수 있도록 하는 제도가 도입되었다. 이는 매우 성공적이었으며, 오스트리아-헝가리 청소년들에게서 자금을 모으고 국가와 미래에 대한 충성심을 유도했다. 처음 세 번의 '어린이 국채'발행에서는 1,300만 크로넨 이상이 모였다.

### 캐나다
제 1차 세계 대전 당시 캐나다의 참전은 1914년에 시작되었으며, 1917년 이후 '승리 국채'로 불리는 캐나다 전쟁 채권이 발행되었다. 최초의 국내 전쟁 채권 수익은 1915년 11월에 모금되었으나, '승리 국채'라는 용어가 처음 사용된 것은 1917년 11월 네 번째 캠페인이었다. 제 1차 승리 국채는 5.5%의 5, 10, 20년 만기 금 국채로, 최소 50달러의 단위로 발행되었다. 이 국채는 신속하게 과잉 매입되어 총 3억 9800만 달러(인당 약 50달러)를 모았다. 제 2차, 3차 승리 국채는 1918년과 1919년 발행되어 추가적으로 13억 4000만 달러를 모았다. 승리 국채를 구매할 여유가 없는 사람들을 위해 정부는 전쟁 저축증을 발행했다. 정부는 대규모로 국채를 구매한 지역에게 승리 국채 영예 깃발을 수여하기도 했다.

### 독일
영국, 프랑스와 달리 독일은 국제 금융 시장에서 격리된 상태였다. 이것은 1914년 월스트리트에서 대출 유치 시도가 실패한 후 분명해졌다. 따라서 독일은 주로 제국 의회를 통과하는 일련의 전쟁 신용 법안에 의해 유도된 국내 차입에 국한되었다. 이는 여러 형태로 이루어졌지만, 가장 많이 알려진 것은 공개 전쟁 국채(Kriegsanleihe) 캠페인이었다.
전쟁 기간 동안 아홉 번의 국채 캠페인이 진행되었으며, 오스트리아-헝가리와 마찬가지로 대부분의 국채는 반년 간격으로 발행되었다. 종종 몇 주에 걸쳐 진행되기도 하였으며, 가능한 모든 매채를 통한 광범위한 선전이 이루어졌다. 대부분의 국채는 5%의 이율이었으며, 10년 동안 반기마다 상환할 수 있었다. 다른 국가의 전쟁 국채와 마찬가지로 독일의 전쟁 국채 캠페인은 애국심의 화려한 표현이 되도록 디자인되었으며, 국채는 은행, 우체국 및 기타 금융 기관을 통해 판매되었다.
다른 국가와 마찬가지로 대부분의 투자자는 개인이 아닌 기관 및 대기업이었다. 산업, 대학 기금, 지역 은행 및 도시 정부가 전쟁 국채의 주요 투자자였다. 강한 공개 압박과 애국심의 헌신으로 국채 캠페인은 매우 성공적이었으며, 약 100억 마르크의 자금을 조달했다. 그러나 이는 전쟁 관련 지출의 3분의 2만 충족했다. 한편, 국채에 대한 이자 지불은 점차 증가했고, 이를 지불하기 위해 추가 자원이 필요했다.

### 영국

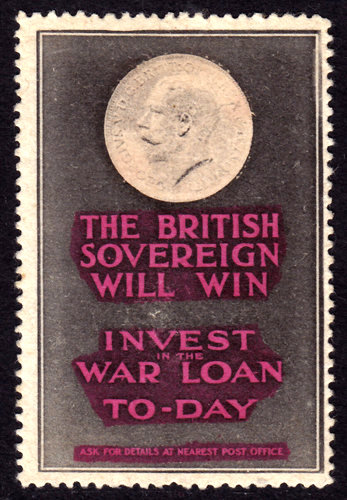
1차 세계대전 당시 영국 홍보 라벨

1914년 8월, 영국 은행 및 영국 모든 재정 기관의 실질적인 금 보유액은 900만 파운드였다. 은행들은 전쟁 선포가 뱅크런을 유발할 것을 우려했고, 재무장관 데이비드 로이드 조지는 1914년 통화 및 지폐법을 통과시키기 위해 3일간 8월 연휴를 연장했다. 이 법에 따라 재무부는 금 보증 없이 은행이 채무를 상환할 수 있는 3억 파운드(2013년 기준 251억 파운드)의 종이 화폐를 발행했다. 은행가 월터 리프는 이러한 정책을 "무이자 무기한의 전쟁 대출이며, 정부의 관점에서 매우 수익성 있는 방안"으로 묘사했다.
첫 번째 전쟁 채권은 1914년 11월에 3.5%의 이자율로 발행되었고, 1925~1928년에 원가로 상환될 예정이었다. 이 채권은 할인율 5%로 발행되어 3억 3300만 파운드(액면가 3억 5천만 파운드)를 모았다. 2017년 공개된 바에 따르면 공모액은 9100만 파운드였으며, 나머지는 당시 은행 총재였던 존 고든 네인과 부총재 어니스트 하비의 이름으로 모금되었다. 1915년 6월에는 두 번째 전쟁 채권이 4.5%의 이자율로 발행되어 9억 100만 파운드를 모았다. 그중 1760만 파운드는 3.5% 채권의 전환으로, 나머지 1억 3800만 파운드는 2.5% 및 2.75% 채권의 소유자가 더 높은 이자율로 전환할 수 있도록 허용된 것이었다. 정부는 또한 전쟁 채권을 더 높은 이자율로 발행할 경우 4.5% 채권의 소유자도 새로운 이율로 전환할 수 있도록 약속했다. 로이드 조지는 그의 회고록에서 후임인 레지널드 맥케나가 투자자들이 대안이 거의 없는 상황에서 이자율을 높이는 것을 후회했다고 밝혔다. 이는 국가의 연간 이자 지급을 1억 파운드 증가시켰을 뿐만 아니라 사후 대전 침체 기간 동안 경제 전반에서 이자율이 높아진 것을 의미했다.
프랑스와 달리 제 1차 세계 대전 중 영국 정부는 단기 자금 조달에 재정 증권 및 국고 채권을 많이 의존했다.1916년 재정 증권이 영국 정부 자금의 대다수를 공급했으며, 3, 6, 9, 12개월의 기간동안 5%의 이자율로 이용할 수 있었다. 이들은 공식적으로 전쟁 채권으로 지정되지는 않았으나 명시적인 목적을 갖고 있었다. 1916년 4월에 발행된 5% 국고 채권에 대한 광고는 전형적인 내용이었다. "당신의 돈을 국가에 빌려주세요. 군인은 그의 생명을 국가에 헌납하는 데 전혀 망설이지 않습니다. 그는 생명이 승리의 대가가 될 수 있기 때문에 그것을 자유롭게 제공합니다. 그러나 승리는 인간뿐만 아니라 돈도 필요로 합니다. 군인과 달리 투자자는 어떤 위험도 감수하지 않습니다. 국고 채권에 투자하면 귀하의 돈, 자본 및 이자가 영국 연합 펀드에 안전하게 보장됩니다. 이는 세계에서 가장 안전한 자산입니다."
위 정책들은 1916년 12월 애스퀴스 정부가 무너지고 보너 로가 새로운 연립 정부의 재무장관이 되면서 변경되었다. 제 3차 전쟁 채권은 1917년 1월에 액면가치에 대한 5% 할인율로 시작되었으며 5%의 이자를 지불했다(혹은 25년 동안 4%의 세금 감면). 로이드 조지는 이 이율을 '형벌'이라고 표현했다. 기존 전쟁 채권, 재정 증권 및 전쟁 지출 증명서를 보유한 사람들은 5% 채권으로 전환할 수 있었다. 5% 전쟁 채권으로 모금된 208억 파운드 중 85억 파운드만이 새로운 자금이었으며, 나머지는 4.5% 채권이 82억 파운드, 국고 채권이 28.1억 파운드, 재정증권이 13억 파운드의 전환으로 이루어졌다. 노동당의 톰 존스턴은 나중에 1917년 전쟁 채권에 대해 "외국 정복자조차도 더 완벽한 약탈 및 영국 국민에 대한 노예화를 고안할 수 없었을 것"이라는 표현을 했다.
1932년 6월 30일, 네빌 체임벌린은 정부가 5% 전쟁 채권을 청산할 권리를 행사할 것이라고 발표했고, 현금 수령 혹은 3.5%로 변경할 것인지에 대한 선택을 제공했다. 그러면서 이러한 변경 사항에 대한 공지를 90일 전에 할 것을 의무화했으며, 7월 31일가지 조치한 보유자에게는 1%의 세금 면제 보너스가 제공되었다. 이 전환은 정부에게 연간 약 2300만 파운드의 순 이익을 제공했다. 2014년 12월 3일에는 영국 정부가 2015년 3월 9일에 미상의 전쟁 채권을 상환할 것을 발표했다.

### 미국

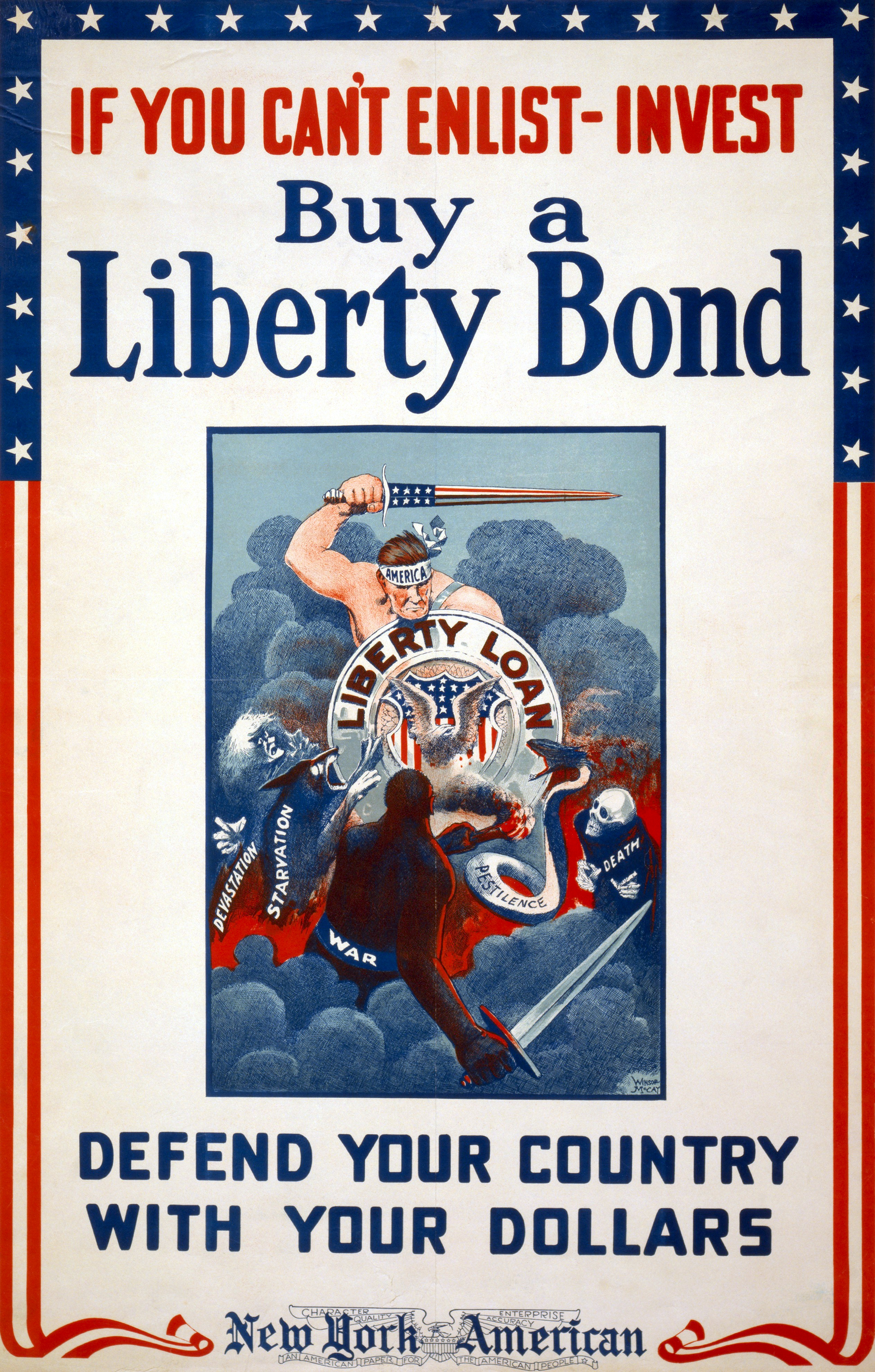
1차 세계대전 당시 자유채권 광고

1917년과 1918년 미국 정부는 제 1차 세계 대전에 참전하기 위한 자금을 모으기 위해 자유채권(Liberty Bonds)을 발행했다. 재무장관 윌리엄 기브스 맥아두는 애국적인 호소를 중심으로 한 적극적인 캠페인을 개최하여 채권을 대중화시키기 위해 노력했다. 재무부는 자유채권 캠페인을 개발할 대 대중정보위원회와 긴밀히 협력했다. 결과적으로 나온 선전 메시지는 종종 군대 속어에서 가져왔다.
정부는 유명 아티스트들을 활용하여 포스터를 제작하고, 영화 스타와 무대 스타들을 활용하여 채권 랠리를 주최했다. 알 졸슨, 에델 배리모어, 마리 드레슬러, 엘시 자니스, 세다 바라, 로스코 아버클, 메이블 노만드, 메리 픽포드, 더글라스 페어뱅크스, 찰리 채플린 등 여러 유명인사들이 애국을 강조하며 자유채권 구매를 촉구하는 공개 행사에 참여했다. 채플린은 또한 사비로 단편 영화 "The Bond"를 만들어 이 캠페인에 기여했다. 보이스카우트와 걸스카우트도 "Every Scout to Save a Soldier"슬로건 하에서 채권을 판매했다. 이 캠페인은 전국적으로 채권을 판매하기 위한 지역적 노력을 촉발시켰으며, 제 2, 3, 4 채권 발행에서도 초과 수입을 기록하는 등 큰 성공을 거두었다. 메사추세츠 역사학회에 따르면 "제 1차 세계 대전은 연방 정부에게 300억 달러 이상의 비용이 들었기 때문에(cf. 1913년에는 연방 지출이 9.7억 달러에 불과했다.), 이러한 프로그램은 자금을 모으는 데 중요한 방법이 되었다.

## 제 2차 세계 대전

### 캐나다

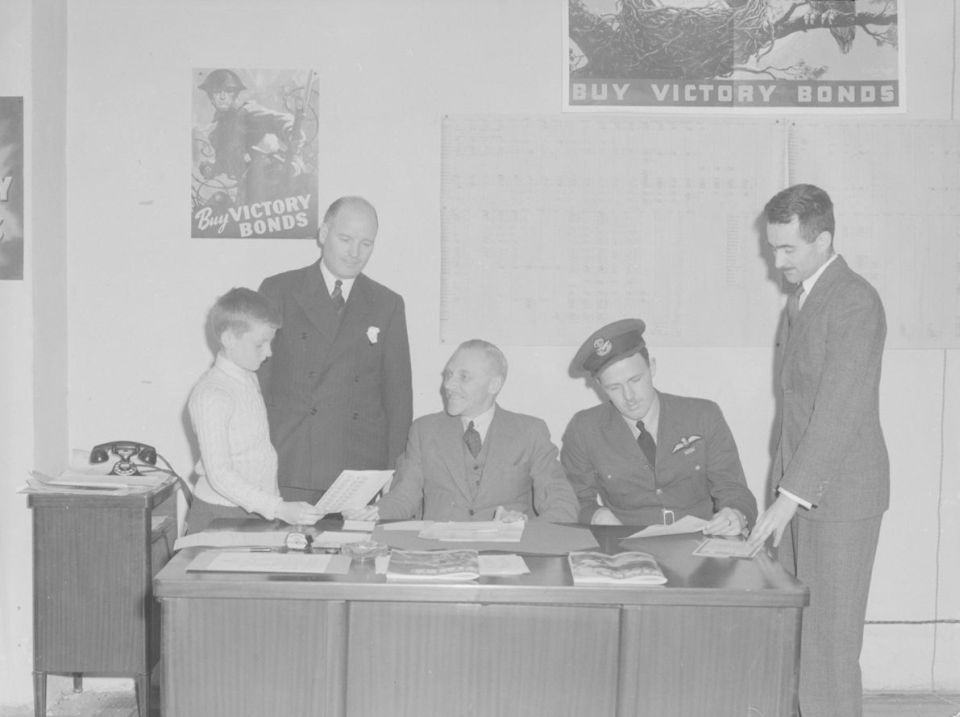
승리채권 판매 현장(몬트리올, 1943)

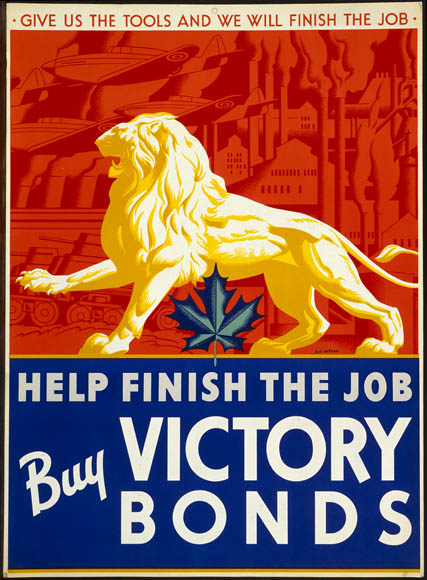
캐나다 승리 채권 광고 포스터

캐나다의 제2차 세계 대전 참전은 영국 이후 1939년 9월 10일에 나치 독일에 대한 선전포고로 시작되었다. 캐나다의 전쟁 비용의 대략 절반은 "승리 증권"으로 알려진 전쟁 저축 증서와 전쟁 채권에 의해 충족되었다. 전쟁 저축 증서는 1940년 5월에 판매가 시작되었으며 자원봉사자들이 문을 두드리며 판매되었으며, 또한 은행, 우체국, 신탁회사 및 기타 공인 된 거래처에서 판매되었다. 이 증서는 7년 후 만기되었으며 투자한 금액의 4달러당 5달러를 지불했고 개인당 최대 $600까지만 소유할 수 있었다. 이 캠페인은 3억 1800만 달러의 자금을 모았으며 수백만 명의 캐나다인이 전쟁에 금전적으로 참여하는 데 성공했지만, 정부에 필요한 자금의 일부만을 제공했다.
승리 채권의 판매는 금전적으로 훨씬 더 성공적이었다. 전쟁 중에는 열 번의 승리 채권 판매와 한 번의 전쟁 후 승리 채권 판매가 있었다. 전쟁 저축 증서와는 달리 승리 채권에는 구매 한도가 없었다. 채권은 6년에서 14년 사이의 만기로 발행되었으며 단기 채권에 대한 이자율은 1.5%, 장기 채권에 대한 이자율은 3%로 50달러에서 100,000달러까지의 단위로 발행되었다. 캐나다인들은 승리 채권에 125억 달러 또는 인당 약 550달러를 구입했으며 기업이 승리 채권 판매의 절반을 차지했다. 1940년 2월에 시작된 첫 번째 승리 채권 발행은 48시간 이내에 2,000만 달러의 목표를 달성했으며, 1940년 9월에 시작된 두 번째 발행은 거의 동일한 속도로 3,000만 달러에 도달했다.
전쟁이 몇 년 동안 계속될 것으로 명백해지자, 1941년 12월에 전쟁 채권 및 증서 프로그램은 더 공식적으로 국립 전쟁 금융 위원회 아래에서 조직되었다. 초기에는 몬트리올 은행장이 지휘하였으며 이후에는 캐나다 은행 총재가 지휘하였다. 더 정교한 지도 아래에서 위원회는 전략, 선전홍보 및 채권 모금을 위한 자원봉사자들의 광범위한 모집을 실행했다. 채권 모금은 매 6개월마다 이루어지며 그 동안 다른 어떤 기관도 돈을 국민에게 구걸할 수 없었다. 정부는 마케팅에 300만 달러 이상을 지출했으며, 포스터, 다이렉트 메일, 영화 트레일러(왈트 디즈니가 캐나다 국립영화위원회의 애니메이션 부서와 협력하여 제작한 것 중 일부), 라디오 광고 및 대부분의 주요 일간 신문 및 주간지에서의 전면 광고 등이 사용되었다. 현실적으로 연출된 군사 침공, 예를 들어 맨니토바주의 윈니펙에서 진행된 If Day 시나리오와 같은 것들은 인식을 높이고 시민들을 채권 구매로 유도하는 데에 사용되었다.

### 독일
나치 정권은 제 1차 세계 대전 중에 이루어진 것처럼 일반 대중을 장기 전쟁 채권을 구매하도록 설득하지 않았다. 나치는 채권 모금이 실패하면 간접적으로 대중의 전쟁 지지도를 조사하는 것처럼 비춰질까봐 이러한 시도를 하지 않았다. 대신 정부는 금융 기관으로부터 직접 차입하여 담보로 단기 전쟁 채권을 사용하여 전쟁 자금을 지원했다. 독일 은행가들은 어떠한 저항의 표시도 없이 국채를 자신들의 포트폴리오에 받아들이기로 동의했다. 금융 기관들은 어음을 받기 위해 자신들의 돈을 금융부에 이체했다. 이 전략을 통해 4천만 개의 은행 및 투자 계좌가 조용히 전쟁 채권으로 전환되어 나치 정권에 자금을 공급했다. 마찬가지로 독일 은행 위원들은 점령된 체코슬로바키아에 독일 전쟁 채권을 구매하도록 강요했다. 전쟁이 끝날 때까지 독일 전쟁 채권은 체코슬로바키아 은행이 보유한 투자의 70%를 차지했다.

### 영국
영국에서는 국가 저축 운동이 세계 대전 동안 전쟁 자금을 지원하는 데 중요한 역할을 했다. 제2차 세계 대전 중에는 전쟁부에서 전쟁 노력을 지원하기 위해 전쟁 저축 캠페인이 시작되었다. 지역에서는 "자유를 지키기 위해 빌려주세요", "승리를 향한 당신의 길을 절약하세요" 및 "전쟁 저축은 전함입니다"와 같은 제목의 포스터로 홍보된 국지적인 저축 주간이 개최되었다.

### 미국

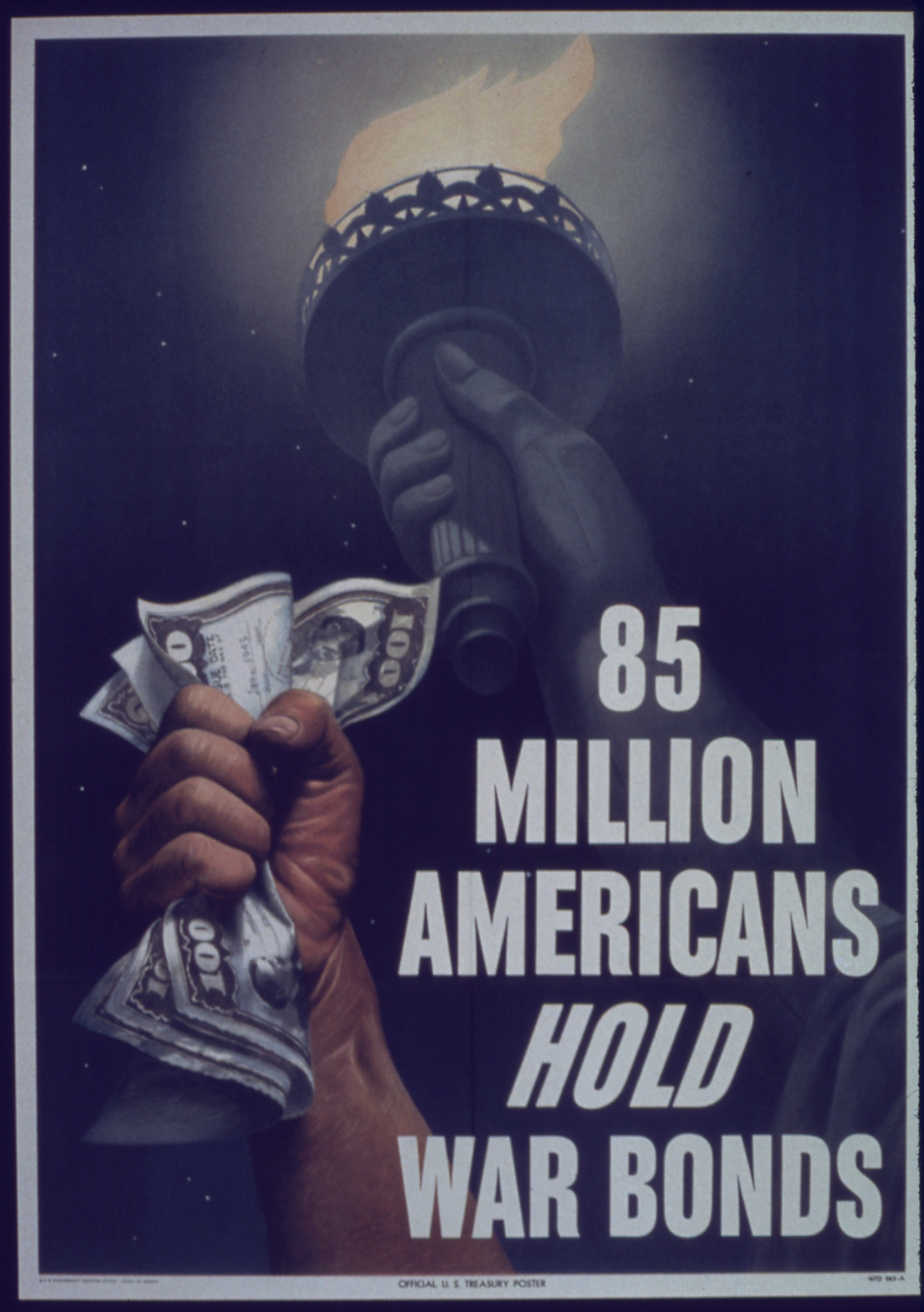
미국 전쟁채권 구매 독려 포스터

1940년 여름까지 나치 독일의 폴란드, 덴마크, 노르웨이, 벨기에, 네덜란드, 룩셈부르크 및 프랑스에 대한 승리는 미국이 제2차 세계 대전에 개입할 가능성에 대비하여 조용히 준비하던 정부에 심각성을 가져왔다. 주요 고민사항은 전쟁 자금 문제였다. 프랭클린 D. 루즈벨트 대통령의 많은 고문들은 영국의 경제학자 존 메이너드 케인스가 주장한 것처럼 세금 인상과 강제 저축 프로그램의 시스템을 선호했다. 원론적으로 이는 인플레이션 위험을 감소시키면서 지출을 증가시킬 것으로 여겨졌다. 그러나 재무장관 헨리 몰겐소 주니어는 자발적인 대출 시스템을 선호하며 1940년 가을에 국방채 프로그램을 계획하기 시작했다. 이 프로그램의 목적은 전간기에 도입된 베이비 채권의 매력과 제1차 세계 대전의 자유 채권의 애국적인 요소를 결합하는 것이었다.
헨리 몰겐소 주니어는 홍보에 특화된 정치학자인 피터 오데가드의 지원을 구해 채권 프로그램의 목표를 수립했다. 오데가드의 조언에 따라 재무부는 이전에 성공적으로 진행된 베이비 채권을 "방어 채권"으로 마케팅하기 시작했다. E, F 및 G 시리즈의 세 가지 새로운 채권 노트가 도입되었는데, 이 중 E 시리즈는 "방어 채권"으로 개인을 대상으로 했다. 이 채권은 베이비 채권과 마찬가지로 18.75 달러부터 판매되었으며 10년 만기로, 그때 미국 정부는 채권 소유자에게 25 달러를 지불했다. 50 달러에서 1000 달러사이의 고액 채권도 제공되었는데, 이는 제1차 세계 대전의 자유 채권과 달리 교환할 수 없는 채권이었다. 한 번에 전체 채권을 구매하는 것이 어려운 사람들을 위해 10센트의 저축 우표를 구입하고 수신자가 충분한 우표를 모을 때까지 허가된 재무부 우표 앨범에 모을 수 있었다. 이 채권의 이름은 결국 1941년 12월 7일 일본의 진주만 공격 이후 미국이 전쟁에 참전하면서 전쟁 채권으로 변경되었습니다.
전쟁 재무 위원회는 모든 채권 판매를 감독하기 위해 임명되었으며 전쟁 광고 협의회는 채권 구매에 대한 자발적인 독려를 촉진했다. 인기 있는 현대 미술은 채권을 홍보하는 데 도움이 되었는데, 1942년 워너 브라더스 제작의 극장 애니메이션 'Any Bonds Today?'가 이에 속했다. 국방 저축 프로그램의 처음 3년 동안 25억 달러 이상의 광고가 기부되었다. 정부는 대중문화를 통해 호소했다. 노만 록웰의 그림 시리즈 'Four Freedoms'는 1억 3,200만 달러를 모금하는 채권 노력의 일환으로 순회했다. 전국에서 유명한 연예인, 주로 할리우드 영화 스타들과 함께하는 채권 랠리가 개최되어 채권 광고의 효과를 높였다. 그 시기의 많은 영화, 특히 전쟁 드라마(그 자체로의 프로파간다 형태) 중에는 종영 크레딧 중에 "전쟁 채권과 우표를 사세요"라는 그래픽이 포함된 경우가 있었다. 이 우표는 때때로 극장 로비에서 판매되기도 했다. 음악 출판인 보호 협회는 회원들에게 "미국 국채와 우표를 사세요"와 같은 애국적인 메시지를 악보 앞면에 포함하도록 권장했다. 전쟁 기간 동안 약 8,500만 명의 미국인이 1,850억 달러에 달하는 채권을 구매했다.
1942년 할리우드 빅토리 캐러밴을 기리기 위해 명명된 1945년 파라마운트 제작의 영화 'Victory Caravan'은 제2차 세계 대전 종료 후 채권 판매를 촉진하기 위해 제작되었다. 이 단편 영화에는 빙 크로스비, 밥 호프, 앨런 래드, 윌리엄 데마레스트, 프랭클린 팽본, 바바라 스탠윅, 험프리 보가트 등이 출연했다.

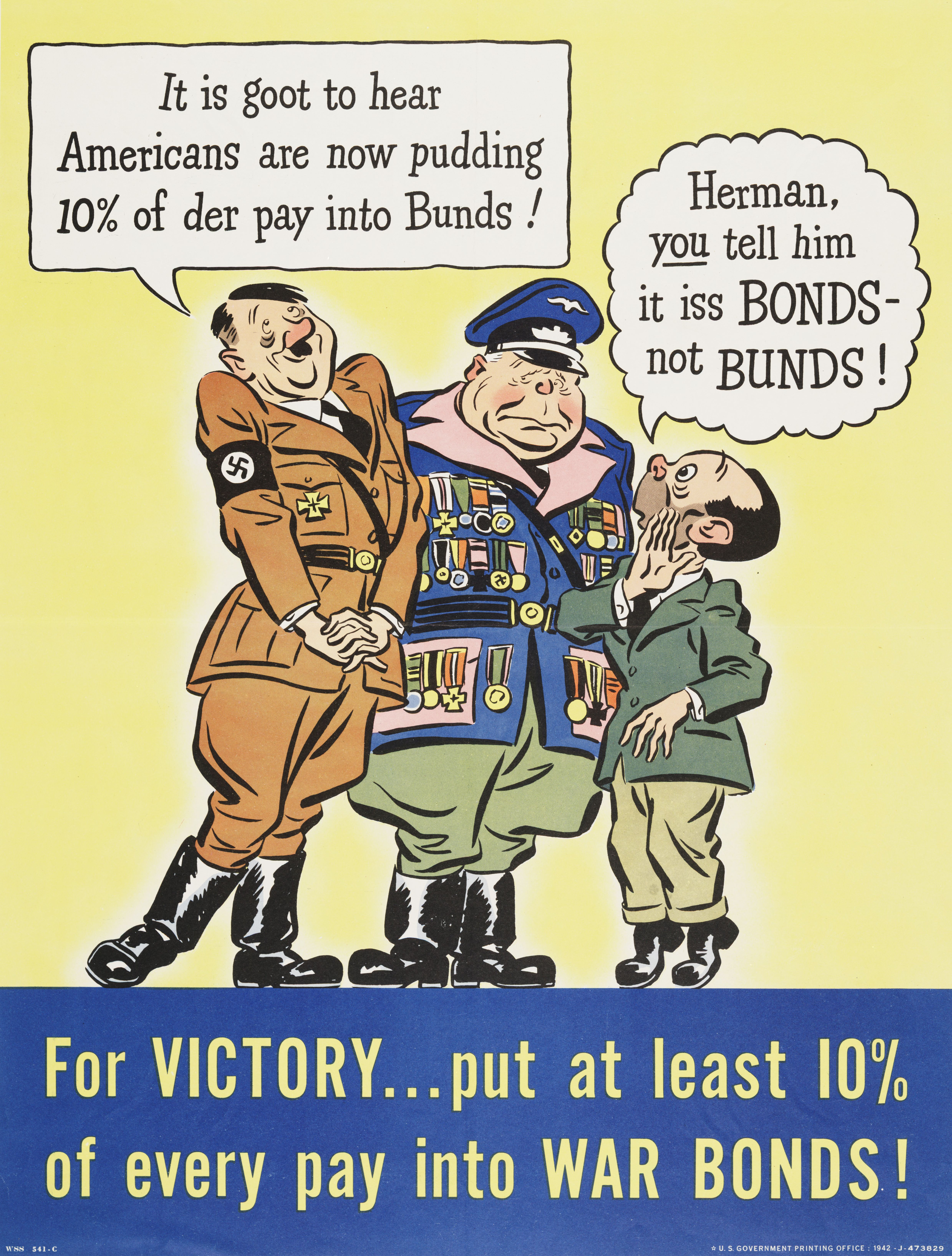
1943년 미국 국채

영화와 음악 외에도 전쟁 채권 구매를 촉진하기 위해 전국에서 무수히 많은 다른 프로그램이 진행되었다. 네브래스카와 몬태나에서 적어도 개최된 한 프로모션은 시민들이 "히틀러의 염소"를 얻을 수 있도록 허용했다. 이는 "누군가의 염소를 얻다"라는 표현을 파라프레이즈한 것으로, 누군가를 화나거나 짜증나게 만드는 것을 의미한다. 염소는 "경매"에 올려져 돈은 직접 전쟁 채권으로 기부되었다. 한 출처에 따르면, 1942년 네브래스카에서 진행된 "히틀러의 염소" 경매는 전쟁 채권 판매로 9만 달러를 모았다고 한다.
종교적 목적을 가진 국가 서비스 위원회는 제2차 세계 대전 중 미국에서 민간인 채권을 제공했는데, 이는 주로 평화 교회의 회원들을 대상으로 하였다. 이는 전쟁 물자를 양심적으로 사지 못하는 사람들을 위한 대안으로 제공되었다. 이는 방어 채권으로 표시되지 않은 미국 국채였다. 총 33,006개의 채권이 팔려 전체 가치는 674만 달러에 이르렀으며, 주로 멘나이트, 브레서런, 퀘이커 등에게 판매되었다.

## 세계대전 이후

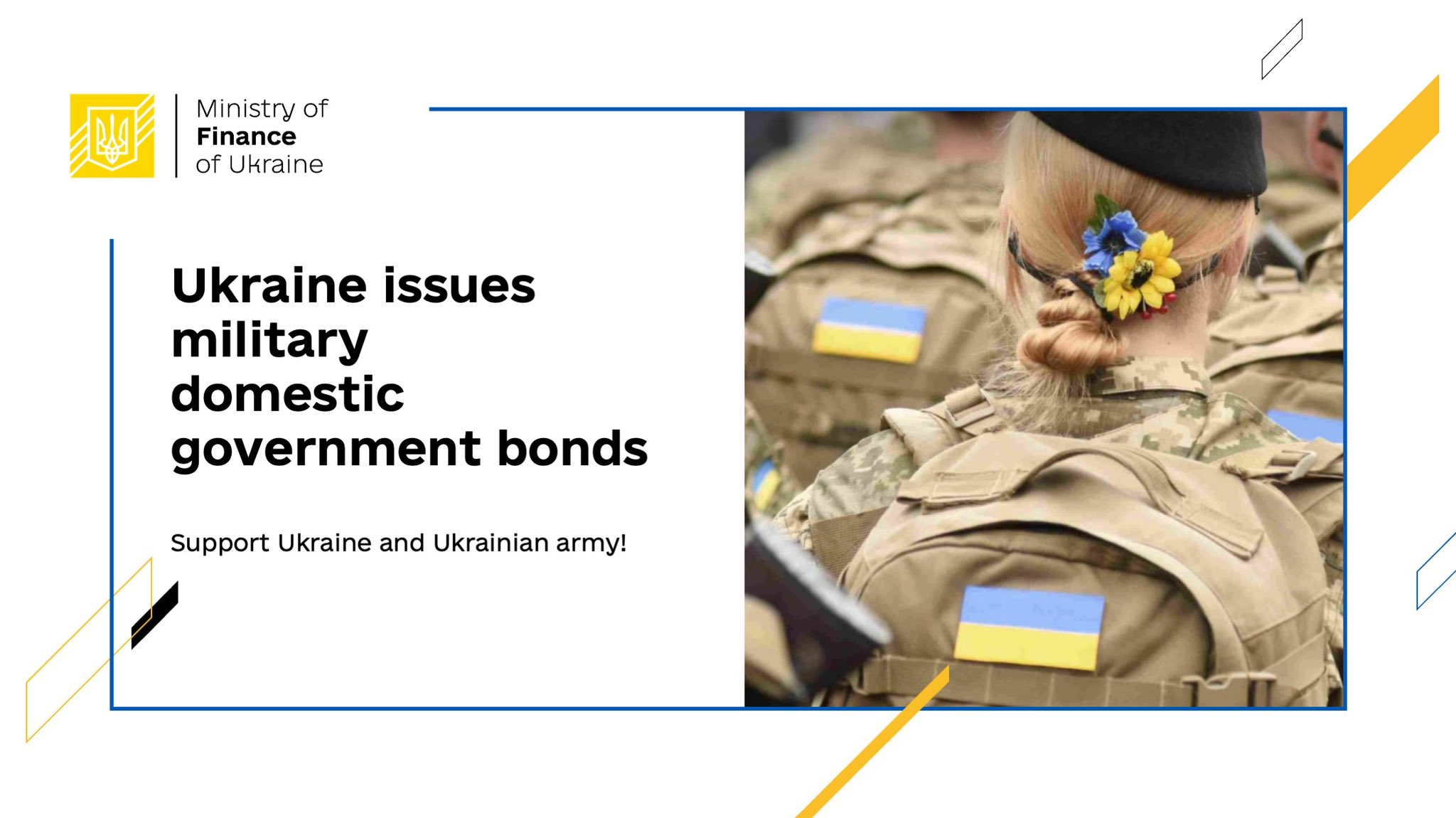
우크라이나 전쟁 채권 광고 영어판

### 우크라이나
2022년 3월 1일, 러시아의 우크라이나 침공 이후 우크라이나 정부는 전쟁 채권을 발행할 것을 발표했다. 3월부터 5월까지 약 2억 7000만 달러에 해당하는 채권이 판매되었고, 1년 만기로 11%의 이자를 제공했다. 채권은 1000 흐리우냐 단위로 판매되었고, 7만 명 이상이 구매하였다.

### 캐나다
2022년 10월 28일, 러시아의 우크라이나 침공에 대해 캐나다는 우크라이나를 지원하기 위한 자금을 모으는 차원에서 정부 보증의 5년 만기 채권을 판매할 것을 발표했다.

## 참고문헌
- A. C. Pigou (1941). 《The Political Economy of War》. New York: The Macmillan Company.
- Address of President Franklin D. Roosevelt in connection with the opening of the fifth war loan drive. 2009. Essential Speeches.
- Aly, Götz (2007). 《Hitler's beneficiaries: plunder, racial war, and the Nazi welfare state》 1 U.S.판. New York: Metropolitan. ISBN 978-0-8050-7926-5.
- Bird, William L. Jr; Rubenstein, Harry R. (1998). Design for victory : World War II posters on the American home front. New York: Princeton Architectural Press.
- Bogart, Ernest Ludlow (1919). David Kinley (ed.). Direct and Indirect Costs of the Great World War (2nd ed.). Vancouver: Oxford University Press.
- Chickering, Roger (2007). 《Imperial Germany and the Great War, 1914 - 1918》. New approaches to European history 2., 5. print판. Cambridge: Cambridge Univ. Press. ISBN 978-0-521-54780-2.
- Chickering, Roger (2007). 《The Great War and urban life in Germany: Freiburg, 1914-1918》. Studies in the social and cultural history of modern warfare. Cambridge: Cambridge university press. ISBN 978-0-521-85256-2.
- Keshen, Jeff (2004). Saints, sinners, and soldiers: Canada's Second World War. Vancouver: UBC Press.
- Kimble, James J. (2006). 《Mobilizing the home front: war bonds and domestic propaganda》. Presidential rhetoric series 1.판. College Station, Tex: Texas A&M University Press. ISBN 978-1-58544-485-4.
- Lloyd J. Dumas.(2010). Military Economics: Total War, Industrial Warfare, Military Funding of Science, Military-Industrial Complex. Memphis: Books LLC.
- Sparrow, J.T. (2008). "Buying our boys back": The mass foundations of fiscal citizenship in World War II. Journal of Policy History, 20(2), 263–286.
- Streib, G.F. (1948). Idealism and war bonds: Comparative study of the two world wars. Oxford Journals, Public Opinion Quarterly 12, 272–279.
- Witowski, Terrence H. (2003). World War II Poster Campaigns: Preaching Frugality to American Consumers. Journal of Advertising: Volume 32, number 1/spring 2003. pp. 69–82.
- 장회식. (2013). 제국의 전쟁과 전략. 서울: 선인.
- 이성연. (2007). 현대국방경제론. 선코퍼레이션.

## 같이 보기
- 전시 경제
- 채권